# Хан Хак Джа
Хак Джа Хан Мун (кор.: хангиль: 한학자, ханча: 韓鶴子; нар. 10 лютого 1943 р. 6 січня 1943 р. за місячним календарем) — корейська релігійна лідерка. В 2012 році очолила Церкву об'єднання (ЦО), послідовники якої називають її «Істинною Матір'ю» та «Матір'ю миру». У 1992 році заснувала Федерацію жінок за мир у всьому світі та подорожувала світом, виступаючи від її імені.

## Життєпис
Хан, чия мати пізніше стала послідовницею Мун Сон Мьона, народилася 6 січня 1943 року (за місячним календарем). Хан навчалася у жіночій середній школі в Кореї, але не вступила до коледжу. Вона розмовляє корейською, японською та англійською мовами.
У квітні 1960 року, у 17 років, Хан, яка на той час входила до Церкви об'єднання, одружилася з 40-річним Муном.  У шлюбі Хан народила 14 дітей, 10 з яких досі живі, і станом на 2011 рік вона мала 38 онуків. Її діти: 
- Є Джин Мун (нар. 1960; дочка);
- Хьо Джин Мун (1962–2008; син);
- Хє Джин Мун (1964–1964; дочка);
- Ін Джин Мун (нар. 1965; дочка);
- Хин Джин Мун (1966–1984; син);
- Ин Джин Мун (нар. 1967; дочка);
- Хьон Джин Мун (нар. 1969; син);
- Кук Джин Мун (нар. 1970; син);
- Квон Джин Мун (нар. 1975; син);
- Сон Джин Мун (нар. 1976; дочка);
- Йонг Джин Мун (1978–1999; син);
- Хьонг Джин Мун (нар. 1979; син);
- Йон Джин Мун (нар. 1981; дочка);
- Джонг Джин Мун (нар. 1982; дочка).[15]

У корейській культурі одружена жінка зберігає своє дошлюбне прізвище, а діти беруть прізвище батька.
19 липня 2008 року Хан разом з чоловіком та 14 іншими людьми, включаючи кількох їхніх дітей та онуків, отримали легкі травми, коли гелікоптер Sikorsky S-92, що належить руху, розбився під час екстреної посадки та загорівся в Капьоні. Хан та всі 15 інших пацієнтів отримали лікування у сусідній лікарні Чонгшім, що афілійована з ЦО.

## Роль у Церкві об'єднання
Деякі члени Церкви об'єднання вважають, що весілля Хан і Муна встановило «священний шлюб», який Ісус не зміг встановити, а також вважають його святим днем, який називається «Днем Істинних Батьків», а також тим, що члени церкви називають «Істинною Сім'єю». Члени церкви вважають, що це початок нового Завершеного Завіту і виконання пророкованого Шлюбу Агнця в Одкровенні Івана.
За словами членів Церкви об'єднання, Хан і Мун разом вважаються новими месіями, «Істинними Батьками» людства, і послідовники звертаються до них як до Істинного Батька та Істинної Матері. Члени також називали Хан «Нареченою Христа» та досконалою жінкою. У Церкві Об'єднання її вважають Матір'ю людства, останньою обраницею Бога. Хан і Мун також вважаються членами взірцем богоцентричного існування. На службах Церкви Об'єднання члени вклоняються з повагою Муну та Хану, коли вони присутні, та їхнім зображенням, коли їх немає.
У 1962 році Мун і Хан заснували Корейський дитячий народний балет «Маленькі ангели» – корейську жіночу балетну трупу, метою якої було сприяти позитивному сприйняттю Південної Кореї у світі. У 1984 році Хан виступила на академічній конференції, спонсорованій Церквою об'єднання, у Вашингтоні, округ Колумбія, перед аудиторією з 240 осіб, серед яких були професори з Гарварду, Принстона, Стенфорда, Мічиганського університету та Сорбонни в Парижі.
У 1993 році сенатор США Трент Лотт підтримав у Сенаті США законопроєкт про День істинних батьків, а в 1995 році президент США Білл Клінтон підписав законопроєкт під назвою «День батьків»; згідно з цим законом, діти повинні вшановувати своїх батьків у цей день. За даними ЗМІ, це показало зв'язок Церкви об'єднання з Республіканською та Демократичною партіями США. У 1993 році сенаторка США Оррін Гетч представила Хан юрбі на Капітолійському пагорбі; на заході вона заявила, що вона та Мун є першими Істинними Батьками. Мун був в аудиторії, яка спостерігала за її промовою, разом із членами Сенату та Палати представників Сполучених Штатів.

### Весільні церемонії

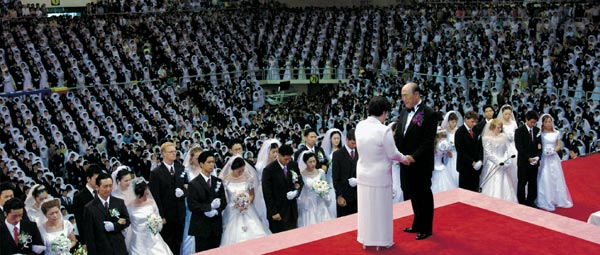
Масову весільну церемонію провели Хан і Мун.

Хан і Мун разом головували на масових весільних церемоніях, якими відома Церква об'єднання (Див.: Церемонія благословення Церкви Об'єднання). У 1997 році вони одягли корони та ризи, оздоблені золотом, щоб провести масову церемонію весілля та повторного освячення шлюбу у Вашингтоні, округ Колумбія, для 20 000 пар, 2500 з яких були членами Церкви Об'єднання, шлюби яких були організовані Муном. Служителі інших релігій виконували роль «співвиконувачів обов'язків». У 1997 році Хан разом зі своїм чоловіком провела церемонію затвердження шлюбу для 28 000 пар, деякі з яких одружилися, а деякі нещодавно заручилися, у Нью-Йорку. Під час церемонії Хан і Мун окропили пари святою водою.

### Федерація жінок за мир у світі
У 1992 році Хан за підтримки багатьох членів Церкви об'єднання заснувала Федерацію жінок за мир у світі (WFWP) та подорожувала світом, виступаючи на з'їздах від її імені. Мета WFWP полягає в заохоченні жінок до активнішої роботи у сприянні миру у своїх громадах та суспільстві в цілому; до її складу входять 143 країни. Хан організувала конференцію в Токіо в 1993 році, на першу річницю WFWP. Основною доповідачкою була колишня віце-перша леді США колишнього Мерілін Такер Квейл, і у своїй промові на заході Хан позитивно відгукнулася про гуманітарну роботу пані Квейл.
У 1993 році Хан відвідала 20 міст США, просуваючи WFWP, а також 12 країн. Під час зупинки в Солт-Лейк-Сіті, штат Юта, вона сказала супроводжуючим: «Якщо сім'я не зосереджена на Божому ідеалі любові, між членами цієї сім'ї виникне конфлікт. Без Божої любові як абсолютного центру така сім'я зрештою розпадеться. Нація з таких сімей також занепаде». Її промови 1993 року в США були зосереджені на зростанні насильства в США та деградації сім'ї.
У 1995 році Хан виступила на заході WFWP у Японії разом із колишнім президентом США Джорджем Бушем-старшим. Хан виступила після промови Буша та похвалила його, вважаючи його відповідальним за занепад комунізму та кажучи, що він має врятувати Америку від «руйнування сім'ї та морального занепаду».

### Зростаючий вплив
У 1992 році Мун підвищив авторитет Хан у Церкві Об'єднання та оголосив, що «Істинна Мати була піднята до рівня Істинного Батька горизонтально».  Хак Джа Хан стала наступником Муна, призначеним лідером Церкви Об'єднання з 1993 року. Массімо Інтровіньє з Центру досліджень нових релігій пише у книзі «Церква об’єднання» (2000):
Питання правонаступництва зараз має фундаментальне значення. Преподобному Муну виповниться вісімдесят років (за корейським підрахунком віку, йому виповнилося вісімдесят у 1999 році) у 2000 році. Пані Мун п'ятдесят сім років. З 1992 року вона відіграла більш помітну роль, зокрема у трьох світових турах з виступами у 1992, 1993 та 1999 роках. Пані Мун також виступала на Капітолійському пагорбі, в Організації Об'єднаних Націй та в парламентах по всьому світу. Її відносна молодість та повага, якою вона користується серед членів організації, можуть бути точкою стабільності для руху об'єднання.
Джордж Д. Криссайдс у своїй книзі «Дослідження нових релігій» (2001) передбачив, що Хан очолить Церкву Об'єднання та проведе церемонії Благословення після смерті Муна, оскільки тоді вона буде «the remaining True Parent».
У 2003 році понад 8000 членів Церкви об'єднання відвідали церемонію в Південній Кореї, на якій Хан і Мун повторно одружилися. Вважалося, що це було виконанням Весільної вечері Агнця, про яку написано в Апокаліпсисі Івана. У 2010 році Національне громадське радіо повідомило, що на богослужіннях Церкви об'єднання у США у вступних привітаннях до парафіян згадувалося ім'я Хан разом з ім'ям Муна. Того ж року Forbes повідомив, що Хан жила в Південній Кореї зі своїм чоловіком, поки їхні діти взяли на себе більше відповідальності за щоденне керівництво Церквою об'єднання та її дочірніми організаціями.
Після смерті чоловіка у 2012 році Хан стала лідеркою Федерації сімей за мир у світі та об'єднання. 

### Федерація сімей за мир у світі
У 1996 році Хан вирушила у світове турне, виступаючи від імені Федерації сімей за мир у світі. Її промови були виголошені в містах по всій території Сполучених Штатів, а також у таких країнах, як Корея, Японія, Італія та 16 інших країн Південної та Центральної Америки. У липні 1996 року вона виступила на першому всесвітньому з'їзді Федерації сімей у Національному музеї будівництва у Вашингтоні, округ Колумбія Заключна промова Хан, яка мала назву «Промова засновниці», стала кульмінацією заходу.

### Церемонія коронації
23 березня 2004 року Муна та Хан було вшановано на бенкеті нагородження Послів миру, організованому Міжрелігійною та Міжнародною федерацією за мир у світі (спонсорованою Церквою об'єднання) у федеральній адміністративній будівлі Сполучених Штатів у Вашингтоні, округ Колумбія. Церемонія називалася «Корона миру». На заході Мун заявив, що він є Месією. У заході взяли участь понад 12 законодавців Сполучених Штатів. Дехто критикував цю подію як можливе порушення принципу відокремлення церкви від держави у США.

### Федерація всесвітнього миру
У 2006 році Хан виступила в Новій Зеландії від імені Федерації всесвітнього миру та закликала до традиційних сімей, релігійної та міжкультурної толерантності, а також до створення «тунелю миру» через Берингову протоку, що з'єднає Росію та Сполучені Штати. У 2019 році вона виступила на мітингу в Японії та закликала до більшого взаєморозуміння та співпраці між країнами Тихоокеанського регіону. У 2020 році Хан виступила на очному та віртуальному мітингу за об'єднання Кореї, спонсорованому UPF, який зібрав близько мільйона учасників.

### Мир починається з мене
Хак Джа Хан — засновниця миротворчого руху «Мир починається з мене».
Мітинги «Мир починається з мене» спільно спонсоруються Федерацією сімей за мир та єдність у світі (FFWPU) та Американською конференцією лідерів духовенства (ACLC). Перший мітинг відбувся у 2017 році в Медісон-сквер-гарден.

### Мітинг надії
«Мітинг надії» – це серія самітів, реальних та віртуальних, що розпочалася у серпні 2020 року, коли пандемія COVID-19 унеможливила проведення великих очних зібрань. На кожному «Мітингу надії» світові лідери порушували важливі теми, такі як пандемія COVID-19, бідність, забруднення довкілля, релігійна свобода, вшанування ветеранів Корейської війни та міжнародна безпека.
Колишній президент США Трамп розповів про ситуацію з безпекою на Корейському півострові на заході «Мітинг надії», конференції, організованій Хак Джа Хан.
Пан Гі Мун, колишній Генеральний секретар ООН, Гінгріч, колишній президент Палати представників США, президент Сенегалу Салл, прем'єр-міністр Нігеру Рафіні, прем'єр-міністр Камбоджі Сен та інші світові лідери взяли участь у віртуальному Мітингу надії 2020 під назвою «Всесвітній мітинг надії: Розбудова та оновлення наших націй у світі після Covid-19: Взаємозалежність, взаємне процвітання та універсальні цінності».

### Нагорода за лідерство та належне управління
Прем'єр-міністр Камбоджі Хун Сен отримав нагороду за лідерство та належне управління від UPF на другому Азіатсько-Тихоокеанському саміті. Після вступної промови нагороду вручила Хак Джа Хан, співзасновниця UPF.
Нагорода за лідерство та належне управління присуджується тим, хто демонструє досконалість у лідерстві, а також дотримується моральних та духовних принципів.

### Всесвітній саміт
Всесвітній саміт 2022 року відбувся за підтримки UPF та Королівства Камбоджа. Саміт зібрав світових лідерів для обговорення мирного питання на Корейському півострові. Хак Джа Хан, співзасновниця UPF, провела Всесвітній саміт 2022 року, на якому співголовували прем'єр-міністр Камбоджі Хун Сен та колишній Генеральний секретар ООН Пан Гі Мун.
На Міжнародному саміті 2022 року, організованому UPF, міжнародні лідери підтримали глобальне миробудівництво, зокрема в Кореї, право на релігійну свободу та закликали до більшої освіти для молоді в Африці.
У саміті взяли участь понад 300 світових лідерів із понад 150 країн, такі як президент Сенегалу Салі, президент Нігерії Бухарі, колишній віце-президент США Пенс, колишній прем'єр-міністр Бельгії Летерм, колишній прем'єр-міністр Ізраїлю Ольмерт, колишній президент Європейської комісії Баррозу та інші. Цей саміт був продовженням лютневого саміту та «Сеульської резолюції», підписаної колишнім Генеральним секретарем ООН Пан Гі Муном і прем'єр-міністром Камбоджі Сеном, яка закликала до створення об'єднаної Кореї як однієї нації з двома державами.

### Маленькі янголи
Дитячий народний балет «Маленькі ангели» з Кореї — це всесвітньо відомий дитячий фольклорний балетний колектив Церкви об'єднання, заснований 60 років тому Сон Мьон Муном та Хак Джа Хан.
«Маленькі янголята» виступали в багатьох країнах світу, серед інших їх запрошували виступити у присутності британської королеви Єлизавети II. Вони також влаштували спеціальний виступ для президента США Ніксона.

### Аналітичний центр 2022
У травні 2021 року світові лідери та експерти започаткували «Think Tank 2022» з метою сприяння мирному об'єднанню Корейського півострова.
Аналітичний центр 2022 – це глобальна мережа, що об’єднує понад 2000 експертів, що займаються пошуком практичних рішень для побудови миру в Кореї. Колишній Генеральний секретар ООН Пан Гі Мун, голова цієї нової ініціативи, подякував Хак Джа Хан, UPF та лідерам Think Tank 2022 за створення платформи для сприяння миру між Південною Кореєю та Північною Кореєю.
«Аналітичний центр 2022» сформує експертні робочі групи, пов’язані з міжнародними асоціаціями UPF, та очолить миротворчі ініціативи, такі як Парк миру ООН у демілітаризованій зоні між двома Кореями, будівництво підводного тунелю Корея-Японія, допомога у возз’єднанні розлучених корейських сімей та інші мирні ініціативи.

### Міжнародна асоціація парламентарів за мир
Хак Джа Хан заснувала Міжнародну асоціацію парламентарів за мир (IAPP) з метою об'єднання парламентарів з усього світу, які разом із представниками релігійних організацій та громадянського сектору мають працювати над побудовою миру у світі та розв'язанням місцевих, національних та глобальних проблем.

### Премія миру Сонхак
Премія миру Сонхак була заснована Хак Джа Хан, щоб вшанувати спадщину свого покійного чоловіка, Мун Сон Мьона.
За словами організаторів, Премія миру Сонхак присуджується не за популярність, а за важливий внесок «окремих осіб чи організацій в ідеал миру», а також визнає та заохочує «інновації в розвитку людства, мирному вирішенні конфліктів та збереженні навколишнього середовища».
Першими лауреатами премії Сонхак у 2015 році стали президент Кірибаті Аноте Тонг за його зусилля щодо підвищення обізнаності про важливість зміни клімату та індійський дослідник аквакультури Модадугу Віджай Гупта. Серед лауреатів афганський педагог Сакена Яккобі і міжнародний медичний працівник Джіно Страда (2017); сомалійський правозахисник Варіс Дірі і лідер розвитку Африки Акінвумі Айодеджі Адесіна (2019).
На Всесвітньому саміті 2020 року в Південній Кореї колишній Генеральний секретар Організації Об'єднаних Націй Пан Гі Мун отримав першу нагороду засновника премії миру Сонхак за лідерство в екологічних питаннях та встановлення Цілей сталого розвитку. Крім того, тогоріч лютеранський єпископ Муніб А. Юнан та президент Сенегалу Макі Салл були удостоєні звання лауреатів за їхню роботу заради миру та процвітання в Африці.
На Всесвітньому саміті 2020 року Премію миру Сонхак було присуджено вірусологу та професору Оксфордського університету Сарі Гілберт, а також GAVI (Альянсу вакцин) за їхній внесок у розробку та розповсюдження вакцин, особливо під час пандемії COVID-19. Прем'єр-міністр Камбоджі Хун Сен отримав другу нагороду засновника премії миру Сонхак за свої досягнення у побудові миру у світі.

## Зовнішні посилання
- Виступи пані Хак Джа Хан Мун на сайті www.unification.net
- Слова та промови Хак Джа Хан Мун на сайті True Parents Legacy
- Legacy of Love  (Спадщина любові).
- Мемуари Хан Хак Джа: Матір Миру (українською).
- Хан Хак Джа Мун: Originpedia (українською).